# Apanteles gahinga
Apanteles gahinga är en stekelart som beskrevs av De Saeger 1944. Apanteles gahinga ingår i släktet Apanteles och familjen bracksteklar. Inga underarter finns listade i Catalogue of Life.